# Thảo thược dược
Thảo thược dược (danh pháp hai phần: Paeonia obovata) là một loài thực vật trong họ Paeoniaceae.

## Mô tả
Thảo thược dược là cây thân thảo, lá hình lông so le trên thân cây mập mạp. Những bông hoa màu hồng, nở vào mùa xuân.
Người Ainu sử dụng cây này, được gọi là horap hoặc orap, như là một thuốc giảm đau.

## Phân loài
- P. o. obovata: thảo thược dược
- P. o. willmottiae: nghĩ thảo thược dược
- Paeonia obovata thứ willmottiae: thảo thược dược lá lông